# محافظة فالفيردي
محافظة فالفيردي (بالإسبانية: Valverde Province)‏ (تلفظ بالإسبانية: ‎/balˈβeɾðe/‏) هي محافظة في جمهورية الدومينيكان. كانت بلدية تابعة لمحافظة سانتياغو قبل أن ترقى إلى فئة محافظة في عام 1959م. تقع في الجزء الشمالي الغربي من البلاد. عاصمتها سانتا كروز دي ماو.